# Mammillaria schiedeana subsp. dumetorum
La biznaga de Metztitlán o biznaga de San Rafael (Mammillaria schiedeana subsp. dumetorum) es una biznaga de la familia de los cactos (Cactaceae). La palabra Mammillaria viene del latín mamila, pezón o teta y de -aria, que posee, lleva, es decir significa, ‘que lleva mamilas’, refiriéndose a los tubérculos.

## Clasificación y descripción
Es una biznaga de la tribu Cacteae, familia Cactaceae. Es un cactus que tiene crecimiento ramificado. Es de forma aplanada a globosa, de 1.5 a 5 cm de altura y 2 a 5 cm de diámetro. Las protuberancias del tallo (tubérculos) son cónicos, de color verde oscuro y presentan jugo acuoso, el espacio entre ellos (axilas) poseen cerdas finas (pelos). Los sitios en los que se desarrollan las espinas se denominan aréolas, en esta especie tienen forma circular, con más o menos 30 a 40 espinas, en dos series, rígidas, blancas, amarillentas en la base, dispuestas en la orilla (radiales). Las flores son pequeñas y tienen forma de campana, miden de 14 a 18 mm de longitud y 12 a 14 mm de diámetro, son de color blanquecino. Los frutos en forma de chilitos, son rojizos y las semillas de color negro. Es polinizada por insectos y se dispersa por semillas.

## Distribución
Es endémica a los estados de Guanajuato, Querétaro de Arteaga, San Luis Potosí.

## Ambiente
Se desarrolla entre los 1100 a 2250 m s. n. m., en matorrales xerófilos.

## Estado de conservación
Debido a sus características, esta especie ha sido extraída de su hábitat para ser comercializada de manera ilegal, aunque no se tiene cuantificación del daño que esto ha producido a las poblaciones. Es endémica a México y se considera en la categoría de sujeta a protección especial (Pr) de la Norma Oficial Mexicana 059.  En la lista roja de la IUCN no hay una evaluación de esta subespecie.